# Distretto di Higashimatsuura
Il distretto di Higashimatsuura (東松浦郡, Higashimatsuura-gun?) è uno dei distretti della prefettura di Saga, in Giappone.
Attualmente fa parte del distretto solo il comune di Genkai.
| Controllo di autorità | VIAF (EN) 139565759 · LCCN (EN) n81090789 · J9U (EN, HE) 987007550574005171 · NDL (EN, JA) 00391578 |